# Edward C. Shannon
Edward Caswell Shannon (* 24. Juni 1870 in Philadelphia, Pennsylvania; † 20. Mai 1946 in Pennsylvania) war ein US-amerikanischer Politiker. Zwischen 1931 und 1935 war er Vizegouverneur des Bundesstaates Pennsylvania.

## Werdegang
Edward Shannon wuchs in der Ortschaft Columbia im Lancaster County auf und absolvierte dann eine lange Laufbahn beim Militär. Dabei war er sowohl in der Nationalgarde des Staates Pennsylvania als auch in der US Army aktiv. Als Hauptmann einer Infanterieeinheit aus Pennsylvania nahm er am Spanisch-Amerikanischen Krieg von 1898 teil, wo er unter anderem am Feldzug auf Puerto Rico teilnahm. Während des Ersten Weltkrieges war er als Generalmajor der Army Kommandeur einer Infanteriedivision. Nach dem Krieg diente er in der Nationalgarde seines Staates. Zwischen 1933 und 1939, also auch in seiner Zeit als Vizegouverneur,  kommandierte er deren 28. Infanteriedivision. Außerhalb des Militärs wurde Shannon Präsident der in Columbia ansässigen Firma Lucas Manufacturing Co.
Politisch schloss er sich der Republikanischen Partei an. 1930 wurde er an der Seite von Gifford Pinchot zum Vizegouverneur von Pennsylvania gewählt. Dieses Amt bekleidete er zwischen 1931 und 1935. Dabei war er Stellvertreter des Gouverneurs und Vorsitzender des Staatssenats. Im Juni 1932 nahm er als Delegierter an der Republican National Convention in Chicago teil; im Jahr 1934 bewarb er sich erfolglos um die Nominierung seiner Partei für die anstehenden Gouverneurswahlen. Edward Shannon starb am 20. Mai 1946.